# Cantón de Preuilly-sur-Claise
El cantón de Preuilly-sur-Claise era una división administrativa francesa, que estaba situada en el departamento de Indre y Loira y la región de Centro-Valle de Loira.

## Composición
El cantón estaba formado por ocho comunas:
- Bossay-sur-Claise
- Boussay
- Chambon
- Charnizay
- Chaumussay
- Preuilly-sur-Claise
- Tournon-Saint-Pierre
- Yzeures-sur-Creuse

## Supresión del cantón de Preuilly-sur-Claise
En aplicación del Decreto n.º 2014-179 de 18 de febrero de 2014, el cantón de Preuilly-sur-Claise fue suprimido el 22 de marzo de 2015 y sus 8 comunas pasaron a formar parte del nuevo cantón de Descartes.